# نادي الضيافة
```
نادي الضيافة
 هو نادي يقوم بادارة خدمات الضيافة وخدمات الشبكات الاجتماعيه. لهذا النادي موقع على الإنترنت وهذا الموقع عبارة عن منصة للأعضاء يقومون من خلاله بترتيب الأمور المتعلقه باقامة الضيوف، تقديم الضيافة لهم، الانضمام للمناسبات والاحتفالات، مقابلة أعضاء اخرين والتعرف عليهم. تعتبر هذه المنصة هدية اقتصادية أو هدية توفير؛ حيث لا يسمح للمضيفين بتحصيل أو أخذ أي رسوم مقابل الضيافة.
[
1
]
[
2
]
```

## التاريخ
تأسس نادي الضيافة في شهر يوليو من عام 2000 من قبل شاب في 22 من عمره اسمه فييت كوهين بمساعدة من الأهل والأصدقاء. استوحى كوهين فكرة النادي من خبره كان قد اكتسبها عند انضمامه Mensa International ومن شبكات التواصل الاجتماعي لطلابه.